# クリスチャン・ハース
クリスチャン・ハース（Christian Haas、1958年8月22日 ‐ ）は、西ドイツ・ニュルンベルク出身で短距離走が専門の元陸上競技選手。1983年ヘルシンキ世界選手権男子100mのファイナリスト（6位）である、両親も西ドイツ代表として国際大会で活躍した元陸上競技選手。

## 経歴
1980年3月、自国開催のヨーロッパ室内選手権男子60mでファイナリストになるも、優勝したマリアン・ヴォロニンに同タイム（6秒62）着差ありで敗れ、惜しくもヨーロッパタイトルを逃した。
1982年9月、ヨーロッパ選手権に出場すると、男子100mは準決勝で敗退。西ドイツチームの2走を務めた男子4×100mリレーでは、2位の東ドイツに同タイム（38秒71）着差ありで敗れたものの、銅メダル獲得に貢献した。これにより、父母子でヨーロッパ選手権メダリストとなった。
1983年3月、ヨーロッパ室内選手権男子60mでは1位に0秒01及ばず、6秒64の2位で惜しくもヨーロッパタイトルを逃した。
1983年8月、ヘルシンキ世界選手権に出場すると、男子100mは10秒32（-0.3）で6位、2走を務めた男子4×100mリレーは38秒56で5位という成績を残した。この大会を最後に、ドイツから男子100mのファイナリストは誕生していない。
1984年3月、ヨーロッパ室内選手権男子60mに出場すると、2位とは同タイム（6秒68）着差ありという接戦になった決勝を制し、初のヨーロッパタイトルを獲得した。

## 家族
- 父のカール＝フリードリッヒ・ハースは、1956年メルボルンオリンピック男子400mの銀メダリスト、1952年ヘルシンキオリンピック男子4×400mリレーの銅メダリストである。
- 母のマリア・シュトルム（Maria Sturm）は、1954年ヨーロッパ選手権女子五種競技の銅メダリストである。

## 自己ベスト
記録欄の（　）内の数字は風速（m/s）で、+は追い風を意味する。
| 種目 | 記録           | 年月日        | 場所               | 備考           |
| 屋外 | 屋外           | 屋外          | 屋外               | 屋外           |
| ---- | -------------- | ------------- | ------------------ | -------------- |
| 100m | 10秒16 (+2.0)  | 1983年6月24日 | ブレーメン         |                |
| 100m | 10秒12w (+2.8) | 1980年5月28日 | ベルリン           | 追い風参考記録 |
| 200m | 20秒46 (0.0)   | 1983年6月26日 | ブレーメン         |                |
| 室内 |                |               |                    |                |
| 50m  | 5秒75          | 1983年2月19日 | ドルトムント       |                |
| 60m  | 6秒55          | 1980年3月1日  | ジンデルフィンゲン |                |

## 主要大会成績
| 年   | 大会                      | 場所               | 種目    | 結果    | 記録          | 備考 |
| ---- | ------------------------- | ------------------ | ------- | ------- | ------------- | ---- |
| 1980 | ヨーロッパ室内選手権 (en) | ジンデルフィンゲン | 60m     | 2位     | 6秒62         |      |
| 1982 | ヨーロッパ室内選手権 (en) | ミラン             | 60m     | 5位     | 6秒69         |      |
| 1982 | ヨーロッパ選手権 (en)     | アテネ             | 100m    | 準決勝  | 10秒58 (-2.9) |      |
| 1982 | ヨーロッパ選手権 (en)     | アテネ             | 4x100mR | 3位     | 38秒71 (2走)  |      |
| 1983 | ヨーロッパ室内選手権 (en) | ブダペスト         | 60m     | 2位     | 6秒64         |      |
| 1983 | 世界選手権                | ヘルシンキ         | 100m    | 6位     | 10秒32 (-0.3) |      |
| 1983 | 世界選手権                | ヘルシンキ         | 4x100mR | 5位     | 38秒56 (2走)  |      |
| 1984 | ヨーロッパ室内選手権 (en) | ヨーテボリ         | 60m     | 優勝    | 6秒68         |      |
| 1984 | オリンピック              | ロサンゼルス       | 100m    | 準決勝  | 10秒41        |      |
| 1985 | ヨーロッパ室内選手権 (en) | ピレウス           | 60m     | 準決勝  | 6秒68         |      |
| 1986 | ヨーロッパ選手権 (en)     | シュトゥットガルト | 100m    | 準決勝  | 10秒27 (+1.5) |      |
| 1987 | ヨーロッパ室内選手権 (en) | リエヴァン         | 60m     | 準決勝  | 6秒66         |      |
| 1987 | 世界室内選手権            | インディアナポリス | 60m     | 6位     | 6秒68         |      |
| 1987 | 世界選手権                | ローマ             | 100m    | 2次予選 | 10秒65 (-2.9) |      |
| 1987 | 世界選手権                | ローマ             | 200m    | 2次予選 | 20秒94 (+1.3) |      |
| 1987 | 世界選手権                | ローマ             | 4x100mR | 4位     | 38秒73 (3走)  |      |
| 1988 | オリンピック              | ソウル             | 100m    | 2次予選 | 10秒57        |      |
| 1988 | オリンピック              | ソウル             | 4x100mR | 6位     | 38秒55 (2走)  |      |